# Kouhaku Kuroboshi
Kouhaku Kuroboshi (黒星 紅白, Kuroboshi Kōhak) (1974) também conhecido como Takeshi Iizuka (飯塚 武史, Iizuka Takeshi) é um ilustrador e desenhista de personagens japonês.[carece de fontes?]
Trabalhou com desenho de personagem em múltiplas séries de animações, dentre elas as mais notáveis são: Fate/Grand Order, Princess Principal, Azur Lane, Kino no Tabi e Sword Art Online Alternative Gun Gale Online.[carece de fontes?] Também é o criador do desenho da VTuber Ninomae Ina'nis de HoloMyth, da companhia Hololive Production.